# Alvis Jaunzems
Alvis Jaunzems (* 16. Juni 1999 in Staicele) ist ein lettischer Fußballspieler. Er steht aktuell bei Stal Mielec unter Vertrag. 

## Karriere

### Vereine
Jaunzems gehörte als 16-Jähriger dem in seinem Geburtsort ansässigen Zweitligisten FK Staiceles Bebri an, bevor er vom Ligakonkurrenten Valmiera FC zur Spielzeit 2017 verpflichtet wurde. Als Meister aus der Spielklasse hervorgegangen, stieg er mit seiner Mannschaft in die Virslīga, der höchsten Spielklasse im lettischen Fußball, auf. In dieser bestritt er 26 von 28 Punktspielen, in denen er drei Tore erzielte. Sein Debüt erfolgte am 14. April 2018 (3. Spieltag) bei der 2:4-Niederlage im Heimspiel gegen den FK Spartaks Jūrmala. Sein erstes Tor gelang ihm am 15. Juli 2018 (15. Spieltag) bei der 2:3-Niederlage im Auswärtsspiel gegen den FK Jelgava mit dem Treffer zur 2:1-Führung in der 73. Minute. Im August 2023 wechselte er zum polnischen Erstligisten Stal Mielec, für den er am 1. September 2023 (7. Spieltag) beim 1:1-Unentschieden im Auswärtsspiel gegen Ruch Chorzów debütierte.

### Nationalmannschaft
Nachdem Jaunzems im März 2018 drei Länderspiele für die U19-Nationalmannschaft bestritten hatte und anschließend bis November 2019 sieben für die U21-Nationalmannschaft, debütierte er am 11. November 2020 in Serravalle beim 3:0-Sieg im Testspiel gegen die Nationalmannschaft San Marinos mit Einwechslung für Krišs Kārkliņš in der 61. Minute.

## Erfolge
- Lettischer Meister 2022
- Zweiter Meisterschaft 2021
- Meister 1. līga 2018